# Патіна Міллер
Патіна Міллер (*6 листопада 1984, Пейджленд, США) — американська акторка. Закінчила Університет Карнегі-Меллон.

## Телебачення
- Всі мої діти (2007-2008)
- Державний секретар (2014-2019)